# Navua FC
Navua FC is een Fijische voetbalclub uit Navua.
De club werd opgericht op 1943. De club speelt anno 2023 in de National Football League.

## Erelijst
| Nationaal                                   |    |            |
| Fiji Senior League                          | 1x | 2019       |
| Inter-District Championship                 | 1x | 2009       |
| Inter-District Championship (tweede niveau) | 2x | 2018, 2019 |
| Battle of the Giants                        | 1x | 2005       |

## Bekende (oud-)spelers
- Alvin Avinesh
- Pita Bolatoga
- Rajnil Chand
- Valerio Nawatu
- Seveci Rokotakala
- Veresa Toma